# Riala
För andra betydelser, se Riala (olika betydelser).
Riala är en tätort i Norrtälje kommun och kyrkbyn i Riala socken. 

## Befolkningsutveckling
| Befolkningsutvecklingen i Riala 1990–2020                                                                     | Befolkningsutvecklingen i Riala 1990–2020 | Befolkningsutvecklingen i Riala 1990–2020 | Befolkningsutvecklingen i Riala 1990–2020 | Befolkningsutvecklingen i Riala 1990–2020 |
| --- | ----------------------------------------- | ----------------------------------------- | ----------------------------------------- | ----------------------------------------- |
| |                                           |                                           |                                           |                                           |
| År |                                           |                                           | Folkmängd                                 | Areal (ha)                                |
| 1990 | 1990                                      |                                           | 99                                        | 36#                                       |
| 1995 | 1995                                      |                                           | 213                                       | 54#                                       |
| 2000 | 2000                                      |                                           | 226                                       | 54                                        |
| 2005 | 2005                                      |                                           | 212                                       | 54                                        |
| 2010 | 2010                                      |                                           | 215                                       | 54                                        |
| 2015 | 2015                                      |                                           | 324                                       | 123                                       |
| 2020 | 2020                                      |                                           | 361                                       | 130                                       |
| Anm.: Ny tätort 2000 (räknades tidigare som småort på grund av för hög andel fritidsbebyggelse) # Som småort. |                                           |                                           |                                           |                                           |

## Samhället
I byn ligger Riala kyrka, en skola och en idrottshall. Det har även funnits en affär med bensinmack, men den är nu nerlagd.
Det har funnits 5 affärer, i Uddeby, Eneby, Ekeby, Rumsättra varav 1 med bensinmack.

## Idrott
Riala GOIF heter en av ortens idrottsföreningar. Den andra föreningen är Roslags Länna IF, och för den tävlade ortens store man Björn Lind. 

## Riala i musiken
Riala figurerar i melodin "Rialajazzen", komponerad 1928 av Helge Lindberg till en av Ernst Rolfs revyer.